# Sulfid bismutitý
Sulfid bismutitý (chemický vzorec Bi2S3) je hnědošedá práškovitá látka, nerozpustná ve vodě, rozpustná v kyselinách za vzniku bismutitých solí. V přírodě se vyskytuje v podobě minerálu bismutinitu. Sloučenina se využívá na přípravu dalších sloučenin bismutu a výrobu kovového bismutu. V kombinaci s nanotrubicemi se využívá jako vysoce účinný katalyzátor v chemické syntéze.

## Reakce
Pražením lze sulfid bismutitý převést na oxid bismutitý Bi2O3 a oxid siřičitý SO2 a následně redukcí uhlíkem (koksem) se získá bismut.
2 Bi2S3 + 9 O2 → 2 Bi2O3 + 6 SO2
Bi2O3 + 3 C → 2 Bi + 3 CO
Sulfid bismutitý lze připravit srážením rozpustných bismutitých solí roztokem alkalického sulfidu nebo sulfanem, působením sulfanu na bismut nebo přímo slučováním bismutu se sírou za vyšší teploty.
2 Bi3+ + 3 Na2S → Bi2S3 + 6 Na+ nebo 2 Bi3+ + 3 H2S → Bi2S3 + 6 H+
2 Bi + 3 H2S → Bi2S3 + 3 H2
2 Bi + 3 S → Bi2S3